# Östra Sönnarslöv
Östra Sönnarslöv – miejscowość (tätort) w Szwecji, w regionie administracyjnym (län) Skania, w gminie Kristianstad.
Według danych Szwedzkiego Urzędu Statystycznego liczba ludności wyniosła: 265 (31 grudnia 2015), 266 (31 grudnia 2018) i 278 (31 grudnia 2019).